# Ardico Magnini
Ardico Magnini (* 21. Oktober 1928 in Pistoia, Toskana, Italien; † 3. Juli 2020 in Florenz) war ein italienischer Fußballspieler. Mit der Nationalmannschaft seines Heimatlandes nahm er an der Fußball-Weltmeisterschaft 1954 teil.

## Biographie

### Vereinskarriere
Ardico Magnini begann seine Fußballerkarriere in seiner Heimatstadt Pistoia, wo er bereits in der Jugend für die US Pistoiese spielte. 1957 wurde er in die Profimannschaft aufgenommen, die damals in der Serie B spielte. Bei Pistoiese agierte er zunächst als Mittelfeldspieler, was sich aber zwei Jahre später, nachdem er die inzwischen drittklassige US Pistoiese verlassen hatte und zum AC Florenz gewechselt war, ändern sollte. In Florenz spielte er auf der Position des Verteidigers und erlebte dort seine erfolgreichste Zeit. Am 21. Januar 1951 gab er beim 2:0-Sieg gegen den SSC Neapel sein Debüt und schoss wenig später am 17. Juni gegen Udinese Calcio sein erstes Tor in der Serie A. Mit dem AC spielte er immer um die Meisterschaft mit und konnte sie in der Saison 1955/56 unter Trainer Fulvio Bernardini erstmals gewinnen. In der darauf folgenden Saison spielte er daher mit Florenz im Europapokal der Landesmeister und konnte mit der Mannschaft das Finale erreichen, welches gegen Real Madrid verloren ging. 1958 gelang ihm mit Florenz schließlich der letzte Erfolg, das Erreichen des Finals der Coppa Italia. Er verließ Florenz noch im selben Jahr und spielte zwei Jahre mit dem CFC Genua in der Serie A und stieg in seiner letzten Saison mit dem Verein sogar in die Serie B ab. Daraufhin verließ Magnini den Verein und wechselte zum Serie B-Aufsteiger, dem AC Prato und beendete seine Karriere dort nach einer Saison.

### Nationalmannschaft
Magnini bestritt insgesamt 20 Spiele für die italienische Fußballnationalmannschaft und stand im Aufgebot für die Fußball-Weltmeisterschaft 1954 in der Schweiz. Zuvor war er bereits in der Qualifikation zum Einsatz gekommen. Bei der WM selber kam er zweimal zum Einsatz und erzielte dabei kein Tor. Sein Debüt gab er am 26. April 1953 gegen die Tschechoslowakei.

### Privatleben
Nach seinem Karriereende betrieb Ardico Magnini bis 2010 zusammen mit seiner Ehefrau Anna eine Bar im Zentrum von Florenz.

## Erfolge
- Italienische Meisterschaft: 1955/56
- Europapokal der Landesmeister: Finale 1956/57
- Coppa Italia: Finale 1958